# Marrubium velutinum
Il marrubio greco (Marrubium velutinum Sibth. et Sm.) è una specie erbacea perenne della famiglia delle Lamiaceae che cresce in luoghi rocciosi e incolti. Il nome comune deriva dal fatto che è diffuso nella Grecia centro-settentrionale.